# Friedrich Maczewski
Friedrich Christoph von Maczewski (* 10. Februar 1791 in Erwahlen, Kurland; † 4. Oktober 1863 in Mitau) war ein kurländischer Jurist und Komponist.

## Leben
Friedrich Maczewski wurde als Sohn des Geistlichen und lettischen Schriftstellers Friedrich Gustav Maczewski geboren. Er begann das Studium der Rechtswissenschaften an der Universität Heidelberg, wo er 1809 Mitglied des Corps Curonia wurde. Von 1810 bis 1812 setzte er sein Studium an der Universität Leipzig fort und beendete es 1813 an der Kaiserlichen Universität Dorpat. Von 1813 bis 1815 war er Auskultant, von 1815 bis 1831 Sekretär und von 1831 bis 1863 Gouvernementsfiskal des Kurländischen Oberhofgerichts in Mitau.
Friedrich Maczewski war Dirigent der von ihm mitgegründeten Mitauer Liedertafel. Er komponierte verschiedene Lieder und andere musikalische Werke und publizierte musikwissenschaftliche Aufsätze. Seine Kinder waren Amadeus von Maczewski, Musikdirektor in Kaiserslautern, und die Pianistin Concordia von Maczewski.